# Bloomfield (Michigan)
Bloomfield, conosciuta ufficialmente come The Charter Township of Bloomfield, è un comune degli Stati Uniti d'America nella contea di Oakland, nello Stato del Michigan. Nel censimento del 2000, la popolazione della città risultava pari a 43.023 abitanti, passati a 41.090 nel 2007.
È quasi completamente circondata dalla città di Bloomfield Hills. Entrambi sono sobborghi di Detroit.

## Geografia fisica
In accorto con l'Ufficio del censo degli Stati Uniti, Bloomfied ha una superficie totale di 26 miglia quadrate di cui 25 sono di terra e 1,1 di acqua.

## Società

### Evoluzione demografica
Bloomfield Township fu fondata nel 1827. Risulta vi sono attualmente circa 16804 famiglie residenti nel comune. La densità di popolazione è di 1724,5 persone per miglio quadrato. La composizione etnica della città annovera l'87% di bianchi, il 4% di neri o afroamericani, lo 0,08% di Nativi americani il 6% di asiatici e lo 0,05% di abitanti delle Isole del Pacifico. Il restante 0,29% è formato da altre razze.

## Governo
Questa è una lista dei funzionali statali della città: 
- Governatore; Jennifer Granholm
- Senatore di stato; John Pappageorge
- Membro rappresentante; Chuck Moss

I funzionali federali invece sono:
- Senatore; Carl Levin
- Senatrice; Debbie Stabenow
- Rappresentante; Joe Knollenberg